# Yuri Temirkanov

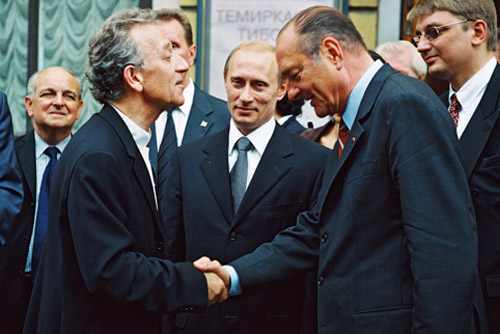
Temirkanov (esquerda) é parabenizado pelo presidente francês Jacques Chirac (direita) com o presidente Vladimir Putin (centro), fora da Filarmônica de São Petersburgo (2001)

Yuri Khatuevich Temirkanov (em russo:  Ю́рий Хату́евич Темирка́нов) (Nalchik,  10 de dezembro de 1938 - 2 de novembro de 2023) foi um maestro russo de origem circassiana (cabardina).
Foi o Diretor Musical e Maestro Chefe da Filarmônica de São Petersburgo, desde 1988.

## Biografia
Nascido na cidade caucasiana de Nalchik, Temirkanov começou os estudos musicais com a idade de nove anos. Quando tinha treze anos transferiu-se para a Escola para Crianças Talentosas de Leningrado, onde continuou seus estudos de violino e viola. Após sua graduação nesta última, ingressou no Conservatório de Leningrado, onde completou os estudos em viola.
Retornou ao conservatório, entretanto, para formar-se como maestro junto ao famoso Ilya Musin, graduando-se em 1965. Depois de vencer o prestigiado Concurso Nacional Pan-Soviético de Maestros, em 1966, Terminakov foi convidado por Kirill Kondrashin para um tour na Europa e Estados Unidos, junto ao eminente violinista David Oistrakh e a Orquestra Filarmônica de Moscou. 
Fez sua estréia junto à Orquestra Filarmônica de Leningrado, no início de 1967, e foi convidado para tornar-se assistente do maestro Yevgeny Mravinsky. No ano seguinte foi designado Maestro Principal, ali permanecendo até 1976, quando tornou-se o Diretor Musical do Teatro Mariinski.
É um maestro frequentemente convidado das principais orquestras européias, asiáticas e estadunidenses. Foi o primeiro artista russo que teve permissão para se apresentar nos Estados Unidos, após a Guerra do Afeganistão, em 1988.

## Honras e prêmios
- Uma vida pela música (2015), Teatro La Fenice, Veneza
- Ordem do Mérito da Pátria;
  - 1ª classe (9 de dezembro de 2008) - para contribuições notáveis para o desenvolvimento da música nacional e mundial, muitos anos de atividade criativa
  - 2ª classe (10 de dezembro de 2003) - para contribuição notável para a música
  - 3ª aula (1998)
  - 4ª aula (10 de dezembro de 2013)
- Ordem de Lenin (1983)
- Ordem dos Santos Cirilo e Metódio (Bulgária, 1998)
- Artista do Povo da URSS (1981)
- Artista do Povo da RSFSR (1976)
- Artista do Povo da República Socialista Soviética Autônoma de Kabardino-Balkar (1973)
- Prêmio Estadual da Federação Russa em Literatura e Arte em 1998 (4 de junho de 1999) - para programas de concertos 1995-1998 Academic Symphony Orchestra, St. Petersburg Philharmonic Society em homenagem a Shostakovich
- Prêmio do Presidente da Federação Russa em Literatura e Arte em 2002 (13 de fevereiro de 2003)
- Prêmios do Estado da URSS;
  - 1976 - para reger a ópera "Peter the First" de A. Petrov
  - 1985 - para reger e encenar a ópera "Eugene Onegin" de Tchaikovsky no palco LATOB Kirov
- Prêmio Estadual de Glinka da RSFSR (1971) - para os programas de concertos dos anos 1968-1970
- Prêmio "Triunfo" (2003)
- Prêmio de Arte Tsarskoselskaya (2002)
- Ordem da Ciência e da Cultura, "Catarina, a Grande" (2002)
- Cidadão honorário de São Petersburgo (2009)
- Prêmio Abbiati de "Melhor Maestro do Ano" (2003, 2007)
- Distintivo de Honra "Por Serviços à República de Kabardino-Balkaria" (2008)
- Pedido "For Service to the St. Petersburg" (2008)
- Prêmio DaCapo KlassiK de "Maestro do Ano" (2013)
- O asteróide Temirkanov 6432 foi nomeado após o condutor (1975)
- Ordem do Sol Nascente , 3ª classe, Raios de ouro com fita no pescoço (2015)

## Controvérsia
Temirkanov chamou a atenção por dizer que as mulheres são essencialmente fracas e, portanto, não adequadas para serem regentes clássicas. Em 2016, ele disse: "Sim, as mulheres podem ser regentes. Não sou contra elas reger. Mas simplesmente não gosto disso."